# Azània

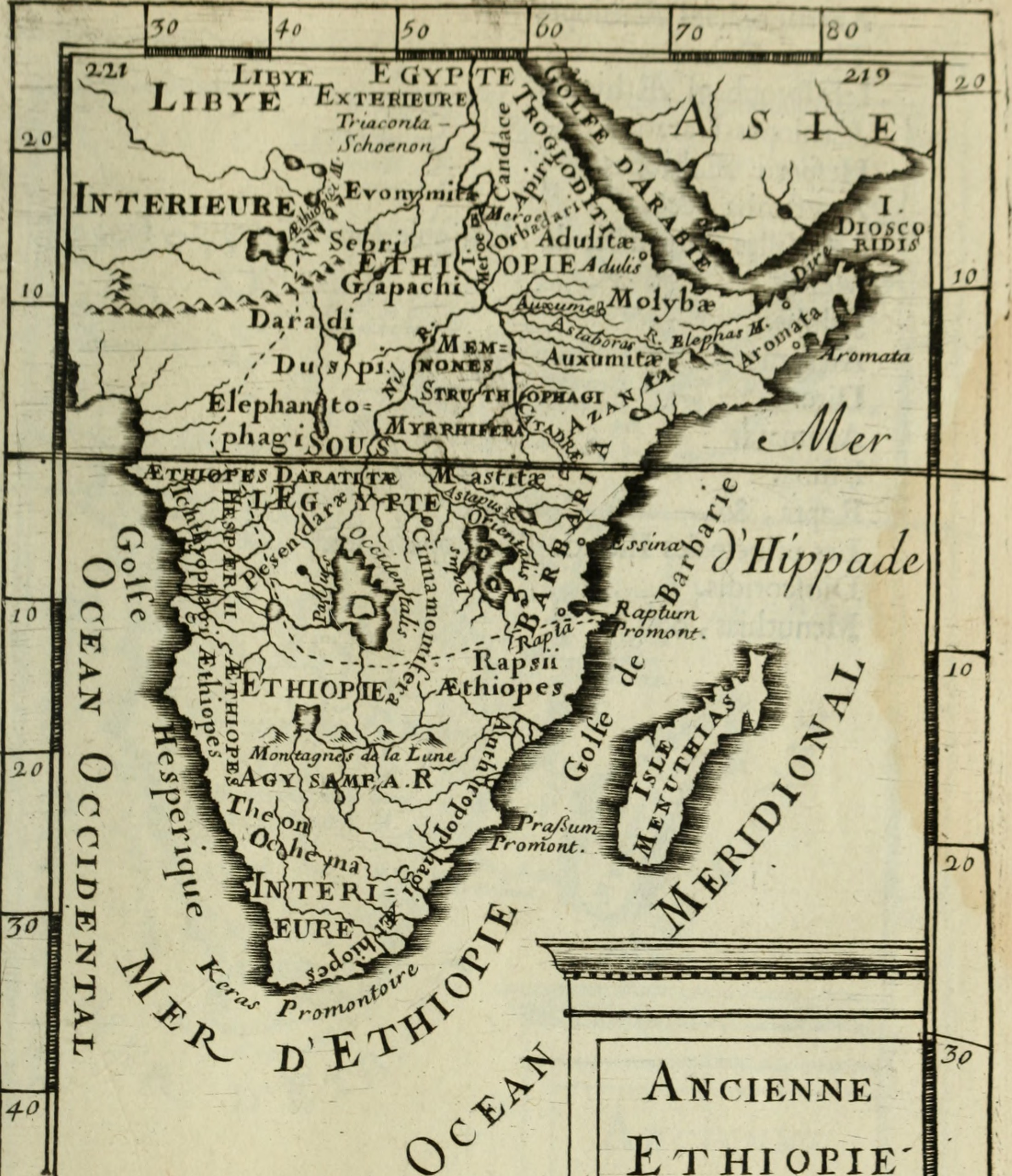
"Descripció de l'univers" (1683), d'Allain Manesson.

Azània fou el nom donat pels romans a la part del continent africà de la costa de Somàlia i de vegades de l'interior i pel sud fins a Tanganyika. Ptolemeu distingeix entre Azània i Barbària definint aquesta darrera com l'interior i la primera com la costa coneguda.
El nom fou reprès per nacionalistes africans, primerament per nacionalistes del sud del Sudan i després per moviments antiapartheid de l'Àfrica del sud. El 1994 hi van haver propostes de canviar-li el nom a la República de Sud-àfrica a Azània, però no van tenir prou suport. Encara avui hi existeixen moviments polítics que porten el nom d'Azània, el Congrés Panafricanista d'Azània, que es va separar del Congrés Nacional Africà (ANC), i l'Organització del Poble d'Azània (Azapo).